# Míň je víc!
Míň je víc! je vědomostní soutěž 3 dvojic, která byla vysílána Českou televizí od 5. ledna 2015 do 17. prosince 2015 pravidelně každý pracovní den v 18:25, s přestávkou v červenci a v srpnu, od září do prosince pak s výjimkou pátků. Pořad byl moderován Janem Smetanou. Formát pořadu pochází z BBC (Pointless), skupiny Endemol.
Soutěžící dvojice mají za úkol co možná nejlépe odpovědět (najít správnou odpověď, na kterou si vzpomnělo co nejméně lidí ze sta) a tak se probojovat skrz 1. a 2. kolo. Za každého takového člověka obdrží dvojice 1 bod. Pokud je odpověď špatná, pár získá 100 bodů. V případě že pár zvolí (správnou) odpověď, na kterou si nikdo ze stovky dotazovaných nevzpomněl, hodnota jackpotu se (pouze pro daný díl) navýší o 1 000 Kč.

## Průběh soutěže

### 1. kolo
V 1. kole se soutěžní dvojice snaží získat co možná nejmenší počet bodů ve dvou otázkách, nejprve první člověk z každého páru na 1. otázku a poté druhý (v opačném pořadí) na druhou, soutěžící se přitom nesmí radit. Použity jsou otázky s nápovědou, vždy 6 nebo 7 otázek na stanovené téma pro první a nových 6 nebo 7 otázek na totéž téma pro druhou trojici odpovídajících.
Vedle správné odpovědi na otázku je pro soutěžící důležité odhadnout, na kterou otázku znalo odpověď nejméně ze 100 dotazovaných respondentů. Výsledek se po každé odpovědi vyhodnocuje. Pokud první nebo druhý soutěžící odpoví špatně, může na stejnou otázku odpovídat další soutěžící.
Pár, který v tomto kole získá nejvíce bodů, v soutěži končí. Pokud mají pár na 2. a 3. místě stejný počet bodů, pokračují v odpovídání na principu náhlé smrti, přičemž nyní se dvojice může radit. Nejprve se pokusí ještě znovu odpovědět na dosud nezodpovězené otázky z druhé části prvního kola, pokud by se ani nyní nerozhodlo, může být až dvakrát položena nová otázka, v krajním případě by o postupujícím podle herního řádu rozhodl los.

### 2. kolo
Do druhého kola neboli rozstřelu se dostanou dvě nejúspěšnější dvojice z 1. kola. Zde je nejprve položena první otázka a jeden člen z každé dvojice na ni, zpravidla po poradě se spoluhráčem, odpoví. Výsledek se vyhodnocuje až poté, kdy zazní odpovědi obou dvojic. Ta z dvojic, jejíž odpověď je lepší, získává bod. Pár, jenž jako první získá 2 body (rozstřel na 2 vítězné otázky), postupuje do finále.
Ve 2. kole se používají dva typy otázek: jednak podobně jako v 1. kole otázky s nápovědou, jednak otázky bez nápovědy, na které existuje omezený, nepříliš velký počet možných správných odpovědí (příklad: prezidenti Slovenska v letech 1993-2014 nebo chemické prvky začínající písmenem T), kdy se soutěžící snaží odhadnout, která z možných odpovědí bude nejméně známá.
Na první otázku odpovídá jako první ta dvojice, která byla v 1. kole úspěšnější, pro další otázky se pořadí, v jakém dvojice odpovídá, pravidelně střídá.

### Finále
Nejlépe odpovídající dvojice se dostává do finále, kde se hraje každé vysílání o danou částku (jackpot). Zde je třeba najít „nulovou“ odpověď. Soutěžící si vyberou jedno ze tří nabídnutých témat a je jim položena otázka. Poté mají 45 sekund na to, aby se poradili a vybrali 3 odpovědi. Následně řeknou, které z nich věří nejvíce, že by mohla být „nulová“, a které naopak nejméně, aby pořadatelé mohli odpovědi seřadit tak, aby vyhodnocování postupně gradovalo. Pokud je mezi nimi nulová odpověď, dvojice získává svou výhru - jackpot a plastovou trofej ve tvaru vykřičníku. Pokud se soutěžícím napoprvé nepovede postoupit do finále, mají ještě jednu šanci se pořadu zúčastnit a pokusit se do finále probojovat napodruhé.

## Výše výhry
V prvním vydání soutěžního pořadu je výše případné výhry stanovena na 10 000 Kč. Pokud soutěžní pár ve finále neuspěje, navyšuje se pro příští vydání výhra na principu jackpotu pokaždé o částku 5 000 Kč. Pokud soutěžní pár ve finále uspěje, získává aktuální výši jackpotu a příště se začíná opět od 10 000 Kč.
Zatím nejvyšší výhra v české verzi pořadu byla 100 000 Kč, soutěžící ji získali 5. listopadu 2015 za otázku, která měla z 20 správných odpovědí tři nulové - regiony Itálie. Druhý nejvyšší jackpot 80 000 Kč padl 10. března 2015 za relativně snadnou otázku s velkým počtem (24) nulových odpovědí - zakládající země OSN v roce 1945.
Pokud v 1. nebo 2. kole některý soutěžící odpoví nulovou odpovědí, navyšuje se jackpot o částku 1 000 Kč, ale takto navýšený jackpot platí jen pro aktuální vydání pořadu.

## Sběr dat
Sběr a analýzu dat zajišťuje výzkumná agentura STEM/MARK, jejíž tazatelé pokládají otázky reprezentativnímu vzorku 100 respondentů. Respondenti mají za úkol si v omezeném čase vzpomenout na co největší počet správných odpovědí - na rozdíl od soutěžících, jejichž cílem je říct odpověď jednu, ale co nejméně známou.